# 의성휴게소
의성휴게소(Uiseong Service Area)는 경상북도 의성군 안계면에 위치한 서산영덕고속도로의 휴게소이다. 양방향 모두 휴게소가 존재한다.

## 시설
- 화장실
- 주유소
- 식당
- 브랜드 매장 : 엔젤리너스
- 매점
- 주차장
- 전기차충전소
- 현금 자동 입출금기

## 전후
- 서의성 나들목→의성휴게소→안동 분기점
- 화서휴게소→의성휴게소→ 점곡휴게소